# Ташуєв Сергій Абуєзидович
Сергій Абуєзидович Ташуєв (рос. Сергей Абуезидович Ташуев, нар. 1 січня 1959, Старий Мерчик, Валківський район, Харківська область) — російський футбольний тренер.

## Кар'єра
Сергій Ташуев народився в 1959 році під Харковом в сім'ї чеченця і білоруски. Виріс і прожив більшу частину життя в Грозному.
Тренерську кар'єру розпочав у 1992 році в клубі «Дружба» з Будьонновська. Після закінчення сезону 1993 року, не зумівши нічого добитися зі своєю командою, Сергій на три роки припинив тренерську діяльність. З 1996 по 1997 рік працював у баксанській «Автозапчасті» де його помічником був початківець фахівець Юрій Красножан.
По закінченні сезону 1998 року «Автозапчасть» покинула ряди російського другого дивізіону, а Ташуев переїхав до Самари, де працював помічником у Олександра Тарханова в «Крилах Рад». У 2001 році очолив підмосковний «Фабус».
У 2004 році відпрацював сезон в «Автодорі». У 2005 і 2006 роках працював старшим тренером в «Сатурні» і «Тереку».
У 2006 році по ходу сезону очолив клуб другого дивізіону «Зірка» з Серпухова. По закінченні першості покинув підмосковний клуб і переїхав у Рязань, де працював з клубом «Спартак-МЖК» в першому дивізіоні, але після трьох поразок і однієї нічиєї на старті був звільнений.
З 2007 по 2008 рік Ташуєв працював у клубі другого дивізіону «Луховиці». З травня 2008 по 2009 рік тренував «Салют-Енергію» з Бєлгорода.
Після закінчення сезону 2009 року прийняв пропозицію «Краснодара», підписавши з клубом контракт терміном на два роки. У сезоні-2010 під керівництвом Ташуєва клуб посів 5 місце. 6 листопада він покинув клуб, заявивши, що може очолити клуб Прем'єр-ліги.
16 червня 2011 року, після відставки з поста головного тренера Володимира Ештрекова, підписав угоду з нальчикским «Спартаком», який перебував на момент призначення Ташуєва на останньому рядку турнірної таблиці чемпіонату Росії. 7 квітня 2012 року подав у відставку з поста головного тренера команди з причини незадовільних результатів колективу у весняній частині першості. 5 травня 2012 року стало відомо про підписання Ташуєвым договору про наміри очолити бєлгородський «Салют» у разі виходу клубу в ФНЛ. По закінченню сезону 2011/12 Ташуєв був затверджений на посаді головного тренера команди.
7 серпня 2013 року призначений головним тренером донецького «Металурга».
22 травня 2014 року клуб «Анжі» оголосив про досягнення з Ташуєвым угоди про роботу як головного тренера. 26 травня 2015 року стало відомо про звільнення Ташуєва.
17 вересня 2015 року призначений головним тренером «Кубані». Покинув свій пост 26 квітня 2016 року за власним бажанням, коли «Кубань» після 25 ігор перебувала на 14 місці в чемпіонаті.

## Особисте життя
Одружений. Виховує двох дочок.

## Статистика як головного тренера
| Клуб               | Країна  | Початок роботи    | Кінець роботи    | Результати | Результати | Результати | Результати | Результати | Результати | Результати |
| Клуб               | Країна  | Початок роботи    | Кінець роботи    | И          | В          | Н          | П          | В %        | Н %        | П %        |
| ------------------ | ------- | ----------------- | ---------------- | ---------- | ---------- | ---------- | ---------- | ---------- | ---------- | ---------- |
| «Автодор»          | Росія   | 2004              | 2004             | 32         | 19         | 6          | 7          | 59,38      | 18,75      | 21,88      |
| «Зірка» (Серпухов) | Росія   | 4 серпня 2006     | 28 жовтня 2006   | 17         | 6          | 3          | 8          | 35,29      | 17,65      | 47,06      |
| «Спартак-МЖК»      | Росія   | 22 січня 2007     | 11 квітня 2007   | 4          | 0          | 1          | 3          | 00,00      | 25,00      | 75,00      |
| «Салют-Енергія»    | Росія   | 4 травня 2008     | 15 грудня 2009   | 72         | 34         | 16         | 22         | 47,22      | 22,22      | 30,55      |
| «Краснодар»        | Росія   | 24 листопада 2009 | 7 листопада 2010 | 38         | 17         | 10         | 11         | 44,74      | 26,32      | 28,95      |
| «Спартак-Нальчик»  | Росія   | 16 червня 2011    | 7 квітня 2012    | 25         | 5          | 3          | 17         | 20,00      | 12,00      | 68,00      |
| «Салют»            | Росія   | 5 червня 2012     | 6 серпня 2013    | 39         | 10         | 15         | 14         | 25,64      | 38,46      | 35,90      |
| «Металург»         | Україна | 7 серпня 2013     | 22 травня 2014   | 24         | 11         | 6          | 7          | 45,83      | 25,00      | 29,17      |
| «Анжі»             | Росія   | 22 травня2014     | 1 червня 2015    | 35         | 22         | 5          | 8          | 65,85      | 14,29      | 22,86      |
| «Кубань»           | Росія   | 17 вересня 2015   | 26 квітня 2016   | 20         | 5          | 7          | 8          | 25,00      | 35,00      | 40,00      |

## Досягнення
- Володар Кубка Білорусі з футболу (1):

«Шахтар»: 2018-19